# Bret Easton Ellis
Bret Easton Ellis (* 7. března 1964 Los Angeles, Kalifornie) je americký spisovatel.
Patří do Generace X a řadí se do literární skupiny Brat Pack. Sám se označuje moralistou, ale bývá označovaný jako nihilista. Jeho postavy jsou mladí lidé, kteří si jsou vědomi své zkaženosti a jsou s tím smířeni.
Vyrůstal v Sherman Oaks v údolí San Fernando. Vystudoval hudbu a až do vydání své první knihy Less Than Zero hrál v různých skupinách. V roce 1987 se přestěhoval do New Yorku.
Jeho nejkontroverznějším dílem je román Americké psycho, který odmítlo vydavatelství Simon & Schuster vydat a následně vyšlo u Vintage. Hlavním hrdinou je Patrick Bateman. Bret Ellis sa vyjádřil, že postavu Patricka Batemana napsal podle svého otce Roberta Ellisa. Později podle něj byl natočen i stejnojmenný film.